# خسرو شکیبایی
خسرو شکیبایی (۶ فروردین ۱۳۲۳ – ۲۸ تیر ۱۳۸۷) بازیگر اهل ایران بود. او تحصیلاتش را در رشتهٔ بازیگری در دانشکده هنرهای زیبای دانشگاه تهران به پایان برد.خسرو یِ سینمای ایران جدا از هنرپیشگی صدا پیشه و دوبلوری توانمند بود که با صدای منحصر بفرد و گیرا یش آثار ماندگاری از خود به جا نهاد، تا پیش از انقلاب ۱۳۵۷، او فقط در عرصهٔ تئاتر و دوبله فعالیت داشت و فعالیت حرفه‌ای در سینما را با بازی در فیلم خط قرمز (۱۳۶۱) ساختهٔ مسعود کیمیایی آغاز کرد. شکیبایی بابت بازی در نقش حمید هامون در فیلم هامون (۱۳۶۸) برندهٔ سیمرغ بلورین بهترین بازیگر نقش اول مرد جشنواره فیلم فجر شد.
دیگر کارهای او شامل مجموعه‌های تلویزیونی روزی روزگاری (۱۳۷۰–۱۳۷۱) و خانهٔ سبز (۱۳۷۵)، و فیلم‌های یکبار برای همیشه (۱۳۷۱) کیمیا (۱۳۷۳)، سایه به سایه (۱۳۷۴)، کاغذ بی‌خط (۱۳۸۰)، سالاد فصل (۱۳۸۳) و اتوبوس شب (۱۳۸۵) می‌شوند.

## زندگی شخصی خسرو شکیبایی
خسرو شکیبایی در ۶ فروردین ۱۳۲۳ در خیابان مولوی تهران به دنیا آمد. در شناسنامه نامش «خسرو» است؛ ولی خانواده و نزدیکان، او را «محمود» صدا می‌کردند. پدر خسرو سرگرد ارتش بود و وقتی او ۱۴ ساله بود، بر اثر سرطان از دنیا رفت. شکیبایی پیش از اینکه وارد عرصهٔ تئاتر شود، در حرفه‌هایی چون خیاطی و کانال‌سازی و آسانسورسازی کار می‌کرد. وی فارغ‌التحصیل بازیگری دانشکدهٔ هنرهای زیبای دانشگاه تهران بود و فعالیت هنری خود را از سال ۱۳۴۲ با بازیگری تئاتر آغاز کرد.
همسر اول خسرو شکیبایی تانیا جوهری بازیگر سینما و همسر دوم وی پروین کوشیار است. شکیبایی در ازدواج اول صاحب دختری به نام پوپک و در ازدواج دوم صاحب فرزند پسری به نام پوریاست.

## کار

### تئاتر

خسرو شکیبایی در تنفس تمرین برای تئاتر در خانه. دیگر افراد: علیرضا نوری‌زاده، ایرج جنتی عطایی، احمد کامیابی

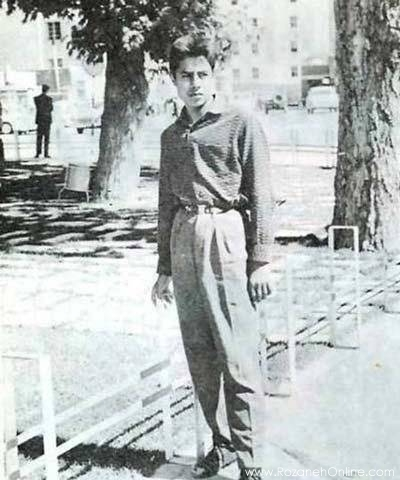
خسرو شکیبایی در جوانی

خسرو شکیبایی فعالیت هنری خود را از سال ۱۳۴۲ با بازیگری تئاتر آغاز کرد. در ۱۹ سالگی برای اولین بار روی صحنه تئاتر رفت و بعد از مدتی به عباس جوانمرد، معرفی و به صورت کاملاً حرفه‌ای بازیگر تئاتر شد. از جمله نمایش‌هایی که وی در آن‌ها ایفای نقش نموده است، می‌توان به سنگ و سرنا، همهٔ پسران من، شب بیست و یکم، و بیا تا گل برافشانیم اشاره کرد. او چندین نمایش تلویزیونی مانند فیزیکدان‌ها و هنگامهٔ شیرین وصال را هم در کارنامه دارد.

### سینما
خسرو شکیبایی نخستین بار در سال ۱۳۵۳ در فیلم کوتاه و ۱۶ میلی‌متری «کتیبه» به کارگردانی فریبرز صالح مقابل دوربین رفت. در سال ۱۳۶۱ در حالی که مشغول بازی در نمایش «شب بیست و یکم» بود، مورد توجه مسعود کیمیایی قرار گرفت و با بازی در نقش کوتاهی در فیلم خط قرمز (مسعود کیمیایی، ۱۳۶۱) به سینما آمد و تا سال ۱۳۶۸ نقش آفرینی‌هایی کرد. از جمله در فیلم‌های دزد و نویسنده، ترن و رابطه خوب ظاهر شد. اما پس از بازی در فیلم هامون (داریوش مهرجویی، ۱۳۶۸) بود که نام خسرو شکیبایی بر سر زبان‌ها افتاد. او برای بازیش در همین فیلم از «هشتمین جشنواره فیلم فجر»، سیمرغ بلورین دریافت کرد و تحسین منتقدان و مردم را برانگیخت.
او برای بازی در فیلم کیمیا (احمد رضا درویش، ۱۳۷۳) بار دیگر برنده سیمرغ بلورین بهترین بازیگر نقش اول از سیزدهمین جشنواره فیلم فجر شد. او سومین سیمرغ خود را هم برای بازی در نقش عادل مشرقی فیلم سالاد فصل (فریدون جیرانی) گرفت. از آخرین افتخارات شکیبایی هم دیپلم افتخار برای فیلم اتوبوس شب (کیومرث پوراحمد) بود.
خسرو شکیبایی آخرین جایزه‌اش را از ششمین جشن ماهنامه «دنیای تصویر» برای بازی در فیلم کاغذ بی خط دریافت کرد.
پس از گذشت نزدیک به ۲۲ سال از اولین حضورش در فیلم کیمیایی، در فیلم حکم (۱۳۸۳)، باری دیگر در فیلم وی در کنار عزت‌الله انتظامی ایفای نقش کرد.
در ۹ تیرماه ۱۳۸۷ در دومین جشن منتقدان سینمایی، جایزه یکی از برترین بازیگران سی سال سینمای پس از انقلاب را گرفت. او همچنین در بیست و ششمین دوره جشنواره فیلم فجر، بازیگر و گوینده تیزر جشنواره بود.

### تلویزیون
خسرو شکیبایی در سال ۱۳۵۴، یعنی یک سال بعد از اولین حضور خود در فیلم کوتاه «کتیبه»، به دعوت محمدرضا اصلانی در سریال سمک عیار ایفای نقش کرد و پس از آن در سریال‌هایی چون لحظه، کوچک جنگلی، مدرس، تهران ۵۳، روزی روزگاری، خانه سبز، سرزمین سبز، کاکتوس، آواز مه، تفنگ سر پر و در کنار هم بازی کرد.
خسرو شکیبایی در چند فیلم تلویزیونی هم حضور یافت. آخرین نقش‌آفرینی این هنرمند در فیلم تلویزیونی پیوند (سعید عالم‌زاده) و آخرین نمایش فیلمش، آشیانه‌ای برای زندگی (حمید طالقانی) بود که به مناسبت روز پدر از تلویزیون پخش شد.

### صداپیشگی
خسرو شکیبایی ۵ سال پس از ورود به تئاتر، یعنی در سال ۱۳۴۷ وارد حرفهٔ دوبلوری شد و مدت کوتاهی نیز در زمینه دوبله به فعالیت پرداخت. شاخص‌ترین اثر سینمایی که خسرو شکیبایی در آن صحبت کرد فیلم شعله بود که در آن به جای پیرمرد مسلمان ده ایفای صدا نمود. او علاوه بر هنرنمایی در نقش آفرینی سینما و تئاتر و تلویزیون، برخی از سروده‌های فروغ فرخزاد، سهراب سپهری، سید علی صالحی و محمدرضا عبدالملکیان را به صورت دکلمه اجرا کرده بود.

## درگذشت

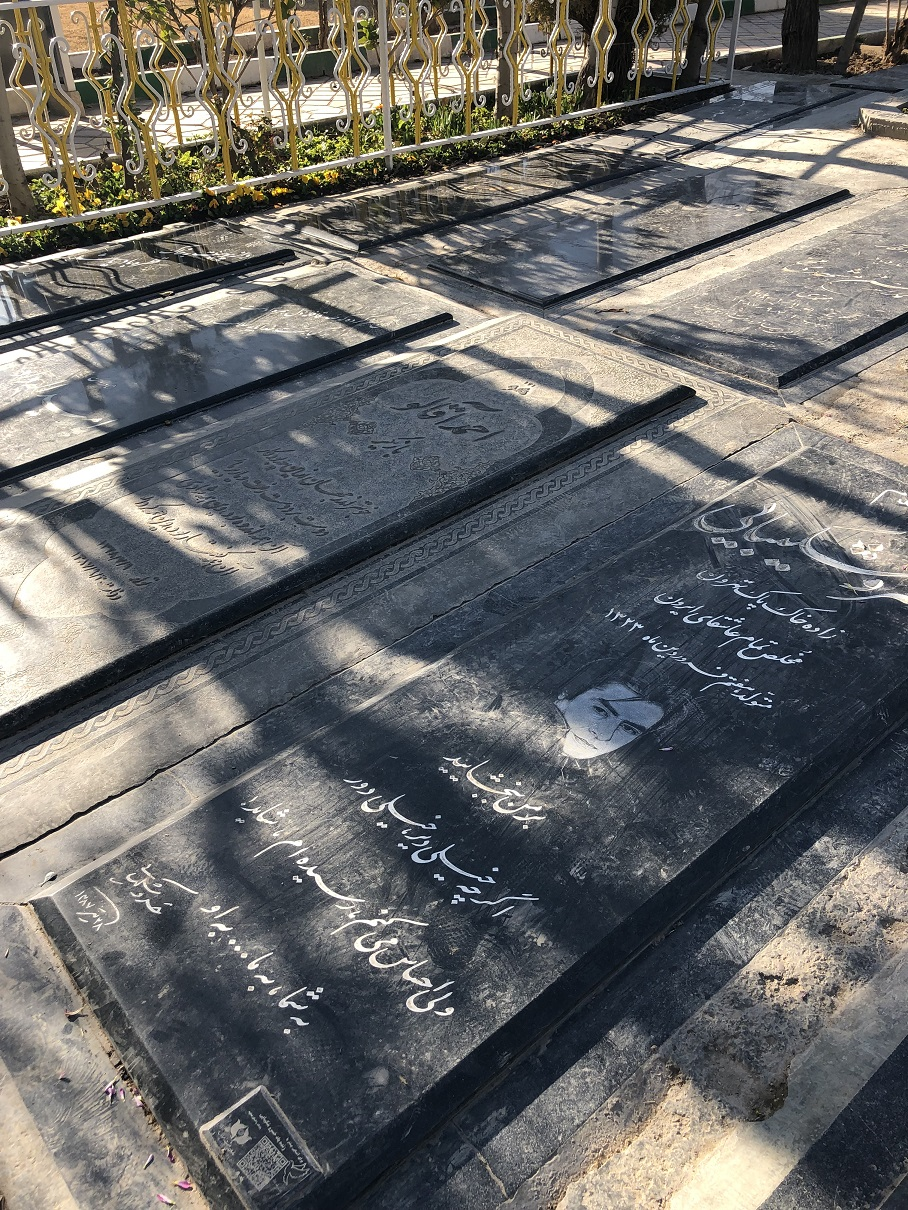
مزار خسرو شکیبایی در قطعه هنرمندان بهشت زهرا

خسرو شکیبایی در ساعت ۵ صبح روز جمعه ۲۸ تیرماه ۱۳۸۷ در سن ۶۴ سالگی بر اثر ایست قلبی در بیمارستان پارسیان تهران درگذشت و در قطعه هنرمندان بهشت زهرا دفن شد. او مدت‌ها از عارضه دیابت و همچنین سرطان کبد رنج می‌برد.
در پی این رویداد، محمد خاتمی رئیس‌جمهور سابق ایران غلامعلی حداد عادل رئیس کمیسیون فرهنگی مجلس و عزت‌الله ضرغامی رئیس سازمان صدا و سیما پیام تسلیت صادر کردند، همچنین وزیر فرهنگ و ارشاد اسلامی، پیام تسلیت محمود احمدی‌نژاد، رئیس‌جمهور وقت ایران را در مراسم تشییع پیکر «خسرو شکیبایی» اعلام داشت.

## یادبود
در سال ۱۳۸۹، کتاب خسرو شکیبایی به تألیف الهام قره‌خانی با نگاهی به شخصیت او توسط انتشارات «خانهٔ فرهنگ و هنر گویا» منتشر شد. این کتاب مقدمه‌ای بر اصول بازیگری خسرو شکیبایی از نگاه آیدین آغداشلو، اکبر عالمی، جمشید مشایخی، مهران مدیری، هدیه تهرانی و هفتاد نفر دیگر از سایر هنرمندان ایران است. در این کتاب تنی چند از هنرمندان سینمای ایران از دیدگاه‌های گوناگون دربارهٔ زندگی و هنر خسرو شکیبایی سخن گفته‌اند.